# Bernard Čeferin
Bernard Čeferin (tudi Zeferin, Zefferin), slovenski rimskokatoliški duhovnik, jezuit, šolnik, misijonar in nabožni pisatelj, * 21. maj 1628, Gorica, † 15. april 1679, Gorica.

## Življenje in delo
Gimnazijo in filozofijo je obiskoval v rojstnem kraju (1641-1648), vstopil 3. oktobra 1648 na Dunaju v jezuitski red in po opravljenem noviciatu dokončal študij filozofije na dunajski Univerzi (1652-1654), dosegel doktorat iz filozofije, ter nadaljeval s študijem bogoslovja (1654-1658). Po končanem študiju je odšel na Reko, kjer je poučeval v višjih razredih gimnazije (1658-1660) in od tam misijonaril po Dalmaciji, največ po otokih okoli Zadra. Potem je bil profesor matematike in etike na Univerzi v Trnavi (1661-1662), retorike na akademiji v Zagrebu (1662-1664) in filozofije na dunajski Univerzi (1664-1666). Leta 1666 je bil skupaj z avstrijskim poslanikom poslan na saški dvor, a ko se 1673 vrnil v Gorico je tu težko bolan preživel zadnja leta. V latinščini sta bili objavljeni njegovi naslednji deli: Ephemerides Tyrnavienses (Trnava, 1662) in Quaestiones controversiarum (Rim, 1680).